# Kadojski jezici
Kadojski jezici porodica su sjevernoameričkih indijanskih jezika koja po zastarjelim teorijama pripada porodici makro-siuskih jezika. 
Jezici ove porodice govorili su se na području američkog Jugoistoka, ali i na dijelovima prerija. Među ovim plemenima bijaše nekada rašireno i ljudožderstvo i prinošenje ljudskih žrtava, a mnoga plemna prakticirala su i tetoviranje. 
Porodica Caddoan grana se na dvije skupine, to su Caddo, kod kojih pravi Caddo Indijanci bijahu organizirani u 3 plemenske konfederacije: Hasinai, Kadohadacho i Natchitoches. Druga skupina je Pawnee, koja obuhvaća Indijance Pawnee i srodna plemena i jezike Indijanaca Arikara, Vičita, Tawakoni i Waco, te neke manje plemenske grupe i dijalekte. Porodici Caddoan često pripisuju i jezik adai kojim su nekada govorili Indijanci Adai. Jezik im se ponekad klasificira posebnoj porodici Adaizan, stoga članstvo jezika adai treba uzeti s rezervom. Adai su bili neka starija populacija koja je imala arhaičniju kulturu od caddoanske. 
Predstavnici Caddoan porodice su: Adai (s rezervom; inače porodica Adaizan), Arikara, Eyeish, Hasinai, Kadohadacho, Kichai, Natchitoches, Pawnee, Tawakoni, Tawehash, Waco, Wichita, Yscani.

## Jezici
Postoji pet jezika
a. Sjeverni (4)
a1. Pawnee-Kitsai (3):
a. Kitsai (1): kitsai [kii]
b. Pawnee (2): arikara [ari], poni [paw]
a2. Wichita (1): vičita [wic]
b. Južni (1): kado [cad]

## Vanjske poveznice
- Caddoan Family
- Ethnologue (14th)
- Ethnologue (15th)
- Tree for Caddoan  Arhivirana inačica izvorne stranice od 30. listopada 2008. (Wayback Machine)